# روزشمار ریاست‌جمهوری حسن روحانی (۱۳۹۳)
این نوشتار به روزشمار حسن روحانی رئیس‌جمهور ایران در سال ۱۳۹۳ می‌پردازد.

## فروردین
۱ فروردین
- در شامگاه اول فروردین ۱۳۹۳، حسن روحانی پس از تحویل سال خورشیدی پیام نوروزی صادر کرد. وی گفت: سالی که گذشت، با حماسه‌های عظیم و بزرگ همراه بود که تاریخ هرگز آن را از یاد نخواهد برد. مردم به‌رغم مشکلات در زندگی، پای صندوق آراء آمدند و همه، فارغ از آن که به چه کسی رأی دادند، به امید رأی دادند. رئیس جمهور ایران در پیام‌های جداگانه‌ای فرارسیدن نوروز ۱۳۹۳ را به سران کشورهای افغانستان، تاجیکستان، پاکستان، آذربایجان، ترکمنستان، ارمنستان، قزاقستان، ازبکستان و ترکیه تبریک گفت.

۷ فروردین
- حسن روحانی به افغانستان سفر کرد. وی به منظور ششمین نشست رؤسای جمهور سه کشور فارسی‌زبان، دومین نشست چهار جانبه رؤسای جمهوری ایران، افغانستان، تاجیکستان و پاکستان، و مراسم جشن جهانی نوروز عازم کابل شد.

۱۷ فروردین
- حسن روحانی به مناسبت آزادی مرزبانان ایرانی که توسط گروه جیش‌العدل به گروگان گرفته شده بودند، برای مردم ایران، پیام تبریک صادر کرد.

۲۶ فروردین
- حسن روحانی در سومین سفر استانی خود، به استان سیستان و بلوچستان رفت. وی در سخنرانی خود در شهر زاهدان، از مردم شیعه و سنی سیستان و علماء و ریش‌سفیدان مذاهب مختلف اسلامی در خلال حادثه گروگانگیری مرزداران ایرانی، تشکر کرد.

۲۹ فروردین
- حسن روحانی در مراسم رژه روز ارتش جمهوری اسلامی ایران سخنرانی کرد.

## اردیبهشت
۹ اردیبهشت
- حسن روحانی با حضور در محل برگزاری بیست و هفتمین نمایشگاه بین‌المللی کتاب تهران، از برخی قسمت‌های این نمایشگاه بازدید کرد. وی در سخنرانی این مراسم گفت: دولت در پی سانسور دولتی نبوده و نقد را حق همه گروه‌ها می‌داند.[۱۰]
رئیس‌جمهور ایران در سخنرانی زنده در صدا و سیمای جمهوری اسلامی ایران برای مردم به بیان مقاصد و خط‌مشی‌ها و موفقیت‌های دولت در عرصه سیاسی، اقتصادی، داخلی، خارجی، فرهنگی و اجتماعی پرداخت.[۱۱]

۱۱ اردیبهشت
- حسن روحانی به مناسبت روز جهانی کارگر در مراسم بیست و پنجمین جشنواره ملی امتنان از کارگران، در یک ورزشگاه سرپوشیده برای کارگران سخنرانی کرد. وی گفت: دولت تصمیم دارد سال ۹۳ را به سال رونق تولید و از بین بردن رکود اقتصادی تبدیل کند. کارگران باید از طریق تشکل‌های صنفی، صدایشان را آزادانه به گوش مسئولان برسانند.[۱۲]

۱۷ اردیبهشت
- حسن روحانی در چارچوب سفرهای استانی دولت یازدهم، استان ایلام را مقصد چهارمین سفر استانی خود قرار داد. وی در این سفر، فاز اول مجتمع پتروشیمی ایلام را افتتاح کرد.[۱۳]

۲۷ اردیبهشت
- حسن روحانی در اختتامیه چهارمین جشنواره ملی ارتباطات و فناوری اطلاعات (فاوا) گفت: ارتباط با شبکه اطلاعات جهانی را حق شهروندان می‌دانیم. به نقطه‌ای رسیده‌ایم که دیگر استبداد پیام نباشد. از شرایط پهنای باند اینترنت راضی نیستم. مبارزه با ماهواره در پشت بام و بالکن تأثیرگذار نیست.[۱۴]

۳۰ اردیبهشت
- حسن روحانی رئیس‌جمهور ایران به منظور شرکت در چهارمین اجلاس سران سیکا عازم چین شد.[۱۵]

۳۱ اردیبهشت
- حسن روحانی با شبکه تلویزیونی CCTV چین گفتگو کرد. وی در این مصاحبه گفت: اگر آمریکا عملاً از مسیر خصومت با ملت ایران بازگردد و گذشته را جبران کند، شرایط جدیدی برای آینده دو ملت قابل پیش‌بینی است.[۱۶]
حسن روحانی در جمع ایرانیان مقیم چین گفت: تبدیل ایران به ۱۰ کشور اول جهان شعار نیست. وی در جایی دیگر اشاره کرد: شاید همین جاده ابریشم بوده که فرهنگ اسلام و ایران را به این سرزمین (چین) آورده‌است.[۱۷]

## خرداد
- دیدار شی جین پینگ رئیس‌جمهور چین با حسن روحانی. در این ملاقات دو طرف بر ضرورت گسترش و تعمیق بیش از پیش مناسبات دو جانبه منطقه‌ای و بین‌المللی و ارتقاء سطح همکاری‌های مشترک در زمینه‌های گوناگون سیاسی، اقتصادی، تجاری و فرهنگی تهران – پکن تأکید کردند.[۱۸]
رئیس‌جمهور در کنفرانس خبری شانگهای گفت: اگر ۱+۵ به لابی‌های پشت پرده اعتناء نکند، دستیابی به توافق غیرممکن نیست. جمهوری اسلامی ایران نه در مذاکره و نه در رسیدن به توافق نهایی با ۱+۵ عجله ندارد، اما معتقد است، انجام این توافق بازی برد – برد است که نفع طرفین را به دنبال دارد. اگر پس از پایان دوره قرارداد موقت، توافق نهایی حاصل نشود می‌توانیم قرارداد موقت را برای شش ماه دیگر تمدید کنیم. البته نشانه‌هایی از طرف مقابل وجود دارد که حاکی از دستیابی توافق تا پایان مدت اعلام شده‌است.[۱۹]

- روحانی ضمن حضور در همایش بیمه سلامت همگانی، مسئولیت پدرخواندگی دو کودک شیرخوار را برعهده گرفت.[۲۰]

- حسن روحانی در اجلاس مجمع عمومی اتحادیه رادیو و تلویزیون‌های کشورهای اسلامی سخنرانی کرد.[۲۱]

- حسن روحانی به مناسبت عید مبعث در حضور رهبر ایران آیت الله سید علی خامنه‌ای، سخنرانی کرد.[۲۲]

- شیخ صباح الاحمد الجابر الصباح امیر کویت در تهران با حسن روحانی دیدار کرد.[۲۳]

- حسن روحانی برای سفری دو روزه به ترکیه رفت. رئیس‌جمهور ایران در کاخ چانکایا مورد استقبال رسمی عبدالله گل رئیس‌جمهور کشور ترکیه قرار گرفت.[۲۴]

- حسن روحانی در مراسم جشن انتظار و امید شرکت کرد. این جشن به مناسبت‌های جشن نیمه شعبان و نخستین سالگرد پیروزی حسن روحانی در انتخابات ۱۳۹۲ برگزار گردید. وی در این مراسم گفت: «اعتدال و میانه‌روی به معنای انتخاب بین حق و باطل نیست. همچنین اعتدال به معنای انتخاب راهی بین راست و دروغ و بین منفعت ملی و از بین بردن منافع ملی هم نیست. اعتدال یک روش و یک بینش است.»[۲۵]

- حسن روحانی در نشست خبری با نمایندگان رسانه‌های داخلی و خارجی گفت: «در این سرمایه اجتماعی اولاً مردم به خودشان، به رأی و نظر و حضورشان در یک انتخابات مهم و سرنوشت‌ساز اعتماد کردند و ثانیاً این مردم به نظام خود اعتماد کردند. مردم به انتخابی که کرده بودند اعتماد کردند و اکثریتی که به تدبیر و امید رأی دادند در واقع این شعار را باور کردند و پذیرفتند که در جهان امروز تنها میانه‌روی و فاصله گرفتن از افراطی‌گری و خشونت بهبود وضعیت، معیشت مردم و عزت مردم ایران را تضمین و تأمین می‌کند.»[۲۶]

- حسن روحانی به استان لرستان سفر کرد. وی خطاب به مردم لرستان گفت: «لرستان سرزمین علما، بزرگان، مراجع، اندیشمندان و صاحبنظران بزرگ است.»[۲۷]

- حسن روحانی در نشست خبری در خرم‌آباد شرکت کرد. وی گفت: دولت تدبیر و امید، قول‌هایی که به مردم می‌دهد بر اساس توانمندی‌هایش است و تکمیل طرح‌های نیمه فعال جزو اولویت‌ها است.[۲۸]

- حسن روحانی در پیامی از بازیکنان تیم ملی فوتبال ایران و کادر فنی بخاطر حضور قدرتمند در برابر تیم ملی آرژانتین قدردانی کرد.[۲۹]

## تیر
۱۲ تیر
- حسن روحانی در در جمع فعالان سیاسی اصولگرا گفت: «نباید غربالی در دست بگیریم که بر اساس آن بیشتر افراد کنار گذاشته شوند و تنها تعداد اندکی حائز شرایط برای ادامه کار باقی بمانند».[۳۰]

۱۶ تیر
- رئیس‌جمهور ایران در دیدار کارگزاران نظام جمهوری اسلامی و رهبر ایران آیت‌اله خامنه‌ای گزارشی از اقدامات انجام شده و برنامه‌های گسترده دولت تدبیر و امید ارائه داد. وی گفت: دولت برنامه مدونی را برای شکستن رکود و آغاز رونق اقتصادی بر اساس اصول اقتصاد مقاومتی، تدارک دیده است.[۳۱]

۲۰ تیر
- دستور ویژه حسن روحانی به وزیرخارجه درخصوص «جنایات صهیونیست‌ها در نوارغزه». حسن روحانی با «بیان ضرورت رسیدگی به وضعیت مردم در نوار غزه به ویژه امداد رسانی به مجروحان، خانواده شهدا و کمک به افراد آواره در اثر تهاجم بیرحمانه رژیم صهیونیستی، به عنوان رئیس جنبش عدم تعهد خواستار اقدامات لازم و فوری اعضای این جنبش درکنار شورای امنیت سازمان ملل متحد برای خاتمه کشتار و خون‌ریزی مردم بی گناه فلسطین شد».

۲۷ تیر
- حسن روحانی در گفتگوی تلفنی با ولادیمیر پوتین رئیس جمهور روسیه، آخرین تحولات مربوطه و اقدامات ضروری در خصوص حمله اسرائیل به غزه را مورد بررسی قرار داد. روحانی در این مکالمه تلفنی تهاجم به غزه را «اقدامی جنایت کارانه و ضد بشری خواند که با تداوم محاصره غزه و کشتار زنان و کودکان بیگناه تراژدی غمگینی را دامن زده است که در تاریخ قرن جدید کم سابقه می‌باشد».

## مرداد
۳ مرداد
- حسن روحانی در راهپیمایی روز جهانی قدس با تأکید بر اینکه «جهان اسلام باید روز قدس را روز تنفر و ایستادگی علیه رژیم جنایتکار صهیونیستی اعلام کند، اظهارداشت: مردم مظلوم غزه باید بتوانند در آرامش زندگی کنند و برای تحقق این کار و حمایت از مردم فلسطین، همه مسلمانان باید بپا خیزند».

۱۵ مرداد
- حسن روحانی در راستای انجام سفرهای استانی خود، ششمین سفرش را به استان چهارمحال و بختیاری اختصاص داد. وی در این سفر گفت: «در آستانه اولین سالگرد شروع به کار دولت تدبیر و امید، به استان دلاورپرور و قهرمان چهارمحال و بختیاری سفر کردیم تا با مردم و عشایر بزرگوار و غیور استان از نزدیک دیدار کرده و مطالبات و نیازهای استان را پیگیری کنیم.»

۱۶ مرداد
- رئیس جمهور ایران در پیامی به اجتماع کودکان غزه، کودکان ایران، «فاجعه غزه را نه کشتار انسان‌ها بلکه قتل‌عام انسانیت دانست و تصریح کرد: دولتهای غربی باید برای جلوگیری از این نسل‌کشی بزرگ، با کنار گذاشتن منافع و مطامع مادی و سیاسی خود، با مردم و کشورهای آزادی خواه جهان همراهی کنند.»

۱۹ مرداد
- به دستور حسن روحانی، وزرای راه و شهرسازی و دفاع و پشتیبانی نیروهای مسلح گزارشی از سانحه سقوط هواپیمای مسافربری ایران ۱۴۰ متعلق به شرکت سپاهان ارائه کردند. حسن روحانی ضمن ابراز تأثر شدید از این حادثه تأسف‌بار به وزیر بهداشت، درمان و آموزش پزشکی دستور داد همه اقدامات لازم برای رسیدگی و تأمین امکانات کامل درمانی برای آسیب‌دیدگان این سانحه صورت پذیرد.

۲۲ مرداد
- حسن روحانی در پیامی به خانم پروفسور مریم میرزاخانی، کسب برترین جایزه ریاضیات (مدال فیلدز) در جهان را به وی تبریک گفت.

۲۶ مرداد
- دیدار یوکیو آمانو مدیرکل آژانس بین‌المللی انرژی اتمی با رئیس جمهور ایران.

۲۸ مرداد
- حسن روحانی در راستای انجام سفرهای استانی خود، هفتمین سفرش را به استان اردبیل اختصاص داد.
- استیضاح رضا فرجی‌دانا در مجلس شورای اسلامی رخ داد که روحانی به دلیل سفر استانی، در آن جلسه غایب بود.
- حسن روحانی رئیس جمهور ایران، طی حکمی محمدعلی نجفی را به سمت سرپرست وزارت علوم، تحقیقات و فناوری منصوب کرد.

## شهریور
۸ شهریور
- چهارمین کنفرانس خبری حسن روحانی به مدت ۱۱۵ دقیقه.

۱۷ شهریور
- حسن روحانی در پی عمل جراحی آیت الله خامنه‌ای از رهبر ایران عیادت کرد.
- حسن روحانی به آستانه پایتخت قزاقستان سفر کرد.

۱۹ شهریور
- حسن روحانی به دوشنبه پایتخت تاجیکستان سفر کرد.

۲۶ شهریور
- حسن روحانی با شبکه NBC مصاحبه کرد.

## مهر
۱ مهر 
- حسن روحانی برای شرکت در شصت و نهمین اجلاس مجمع عمومی سازمان ملل متحد وارد نیویورک شد.

 ۲ مهر 
- حسن روحانی با دیوید کامرون، نخست وزیر انگلستان دیدار کرد. این اولین دیدار عالی‌ترین مقام اجرایی دو کشور پس از انقلاب اسلامی ایران بود.

 ۳ مهر 
- حسن روحانی در شصت و نهمین اجلاس مجمع عمومی سازمان ملل متحد و در جمع سران کشورهای جهان، مواضع جمهوری اسلامی ایران را در عرصه‌های منطقه‌ای و جهانی تشریح کرد.

 ۱۵ مهر
- حسن روحانی در مراسم آغاز سال تحصیلی در تالار علامه امینی دانشگاه تهران حضور یافت و به سخنرانی پرداخت.

 ۳۰ مهر 
- حسن روحانی، در نامه‌ای به رئیس مجلس، محمود نیلی احمدآبادی، سرپرست دانشگاه تهران را به عنوان وزیر پیشنهادی وزارت علوم، تحقیقات و فناوری معرفی کرد.

## آبان
۷ آبان 
- حسن روحانی، برای دفاع از محمود نیلی احمدآبادی، وزیر پیشنهادی وزارت علوم، تحقیقات و فناوری به مجلس رفت و از وی دفاع نمود. نیلی احمدآبادی موفق به کسب رأی اعتماد از مجلس نشد.

 ۲۰ آبان 
- حسن روحانی طی نامه‌ای به علی لاریجانی، فخرالدین احمدی دانش آشتیانی را برای تصدی وزارت علوم، تحقیقات و فناوری به مجلس معرفی کرد.

 ۲۷ آبان 
- حسن روحانی با حضور در مجلس شورای اسلامی به دفاع از فخرالدین احمدی دانش آشتیانی، وزیر پیشنهادی وزارت علوم، تحقیقات و فناوری پرداخت. دانش آشتیانی موفق به کسب رأی اعتماد از مجلس نشد

 ۲۸ آبان 
- حسن روحانی، طی نامه‌ای به علی لاریجانی، محمد فرهادی را به عنوان پنجمین وزیر پیشنهادی وزارت علوم، تحقیقات و فناوری به مجلس معرفی کرد.

## آذر
۳ آذر 
- حسن روحانی، بعد از تمدید توافق هسته‌ای ژنو تا تیرماه سال آینده در گفت و گوی تلویزیونی با مردم اظهار داشت: «از حقوق هسته‌ای ایران کوتاه نیامده و نخواهیم آمد... ملت ایران پیروز نهایی مذاکرات خواهد بود... تردیدی در فعال ماندن فناوری و تاسیسات هسته‌ای ایران وجود ندارد... طرف‌های مذاکره باور دارند فشار و تحریم ایران بی‌نتیجه است».

 ۵ آذر 
- حسن روحانی، برای دفاع از محمد فرهادی، وزیر پیشنهادی وزارت علوم، تحقیقات و فناوری به مجلس رفت و از وی دفاع نمود. محمد فرهادی توانست رأی اعتماد مجلس را کسب کرده و وزیر علوم شود.

 ۱۶ آذر 
- حسن روحانی، برای تقدیم طرح بودجه سال ۹۴ در مجلس حضور یافت.
- حسن روحانی، در همایش بزرگداشت روز دانشجو در تالار رازی دانشگاه علوم پزشکی ایران حضور یافت و در بخشی از سخنانش اظهار داشت: «وزیر علوم جدید ادامه دهنده راه و مسیر عزیزان پیشین در دولت یازدهم است همان راهی که بنا بود دکتر میلی منفرد طی کند و نگذاشتند، بنا بود دکتر توفیقی ادامه دهد نگذاشتند، ادامه راه برای دکتر فرجی دانا ممکن نشد، اما همان راه را دکتر نجفی ادامه داد و همان راه را قرار بود نیلی احمدآبادی و دکتر احمدی دانش آشتیانی ادامه دهند و امروز نیز دکتر فرهادی همان راه را ادامه خواهد داد.»

 ۲۴ آذر 
- حسن روحانی، در اجلاس سالانه مجمع عمومی بانک مرکزی حضور یافت و در بخشی از سخنانش اظهار داشت: «سیاست دولت، هدایت بازار سرمایه و ارز در مسیر درست است... دولت با رویکرد انضباطی، در بازارهای پولی و ارزی ثبات ایجاد کرد... تلاش دولت پایان هر چه سریع‌تر تحریم‌ها است».

## دی
۸ دی 
- حسن روحانی، طی حکمی محمدباقر نوبخت را به عنوان معاون رئیس جمهوری و رئیس سازمان مدیریت و برنامه‌ریزی کشور منصوب کرد.

 ۲۳ دی 
- حسن روحانی، در دوازدهمین سفر استانی خود وارد بوشهر شد.

 ۲۷ دی 
- ۳۴۹ اثر تاریخی فرهنگی بازگردانده شده از بلژیک، با حضور دکتر حسن روحانی، رئیس جمهوری در موزه ملی ایران رونمایی شد. روحانی همچنین از آثار هخامنشی گنجینه موزه ملی بازدید کرد.

## بهمن
۳ بهمن 
- حسن روحانی، رئیس جمهوری اسلامی ایران در پیامی درگذشت ملک عبدالله بن عبدالعزیز آل سعود پادشاه عربستان را به دولت، ملت و خاندان سعودی تسلیت گفت.

 ۴ بهمن 
- حسن روحانی، رئیس جمهوری در پیامی انتخاب سلمان بن عبدالعزیز آل سعود را به عنوان پادشاه جدید عربستان سعودی تبریک گفت و ابراز امیدواری کرد روابط میان تهران-ریاض در کلیه زمینه‌های مورد علاقه طرفین بیش از پیش توسعه یابد.

 ۱۳ بهمن 
- ماهواره ملی فجر؛ نماد پر افتخار توانایی دانشمندان و متخصصان ایران، با رمز یا محمد رسول الله (ص) و با فرمان حجت الاسلام و المسلمین دکتر حسن روحانی، رئیس جمهوری پرتاب شد و با موفقیت در مدار زمین قرار گرفت.

 ۱۵ بهمن 
- حسن روحانی، رئیس جمهوری در سیزدهمین سفر استانی خود وارد اصفهان شد.

 ۲۰ بهمن 
- حسن روحانی، رئیس جمهوری با دعوت مردم به حضور گسترده در راهپیمایی ۲۲ بهمن گفت: ۲۲ بهمن روز جشن ملی و روز ملت ایران است/ بدخواهان و دشمنان، قدرت این ملت را در ۲۲ بهمن بهتر احساس خواهند کرد/ شعارهای جناحی، گروهی و حزبی، شایسته ۲۲ بهمن نیست.

 ۲۲ بهمن 
- حسن روحانی، رئیس جمهوری در راهپیمایی و جشن پیروزی انقلاب اسلامی ایران حضور یافت و در تجمع مردم در میدان آزادی به سخنرانی پرداخت.

 ۲۳ بهمن 
- حسن روحانی، رئیس جمهوری در پیامی درگذشت والده محمود احمدی نژاد را تسلیت گفت.

## اسفند
۲ اسفند 
- حسن روحانی، طی نامه‌ای درگذشت خواهر حجت الاسلام و المسلمین سیدمحمد خاتمی، رئیس جمهور اسبق ایران را تسلیت گفت.
- حسن روحانی، در پیامی درگذشت دکتر صادق طباطبایی را تسلیت گفت.

 ۶ اسفند 
- حسن روحانی، برای سفری دو روزه وارد قم شد و به دیدار مراجع تقلید رفت.

 ۱۹ اسفند 
- حسن روحانی، به منظور دیداری رسمی از ترکمنستان، شامگاه سه شنبه وارد عشق آباد پایتخت ترکمنستان شد.

 ۲۴ اسفند 
- حسن روحانی در نامه‌ای خطاب به وزرای کشور و اطلاعات دستور پیگیری سوء قصد به علی مطهری در شیراز را صادر کرد.

- فاز ۱۲ پارس جنوبی به عنوان بزرگترین طرح صنعت نفت در منطقه عسلویه در استان بوشهر، با حضور حجت الاسلام و المسلمین دکتر حسن روحانی، رئیس جمهوری افتتاح شد.

 ۲۷ اسفند 
- حسن روحانی، رئیس جمهوری پس از آخرین جلسهٔ هیئت دولت در سال ۹۳ با حضور در جمع خبرنگاران گفت: با تأکید بر اینکه ملت ایران در سال ۹۳ با وجود تحریم اقتصادی، خشکسالی و کاهش بهای نفت، موفقیت‌های بزرگی را در صحنه‌های سیاسی، اقتصادی، فرهنگی و اجتماعی کسب کرد، گفت که این موفقیت‌ها در سال آتی، با حضور و مشارکت مردم و حمایت مقام معظم رهبری تداوم خواهد یافت و سال بهتری برای کشور رقم خواهد خورد.

 ۲۹ اسفند 
- سکینه پیوندی، مادر حسن روحانی رئیس جمهوری ایران، در آستانه ایام شهادت فاطمه زهرا پس از تحمل چند ماه بیماری در سن ۹۰ سالگی از دنیا رفت.